# Clinical Reviews in Allergy and Immunology
Clinical Reviews in Allergy and Immunology is een internationaal, aan collegiale toetsing onderworpen wetenschappelijk tijdschrift op het gebied van de allergieën en immunologie. De naam wordt in literatuurverwijzingen meestal afgekort tot Clin. Rev. Allergy Immunol.